# Giula (okręg Kluż)
Giula – wieś w Rumunii, w okręgu Kluż, w gminie Borșa. W 2011 roku liczyła 153 mieszkańców.